# Perecse
Perecse község Borsod-Abaúj-Zemplén vármegyében, az Encsi járásban.

## Fekvése
A vármegye északi peremén helyezkedik el, közvetlenül a szlovák határ mellett, a Cserehát dombvidék északi részén, a megyeszékhely Miskolctól 55 kilométerre északkeletre. Közigazgatási határa mintegy 9 kilométer hosszban egybeesik az államhatárral.
A környező települések a határ magyar oldalán: északkelet felől Kány (légvonalban 3, közúton 10 km), délkelet felől Büttös (6 km), dél felől Krasznokvajda (5 km), nyugat felől pedig Keresztéte (légvonalban 3,5, közúton 11 kilométer). Külterületei messze elnyúlnak a falutól északnyugati irányban, ennek köszönhetően határos még Pamlénnyal, Viszlóval és Tornaszentjakabbal is. A határ túloldalán a legközelebbi település a szlovákiai Jánok (Janík). A legközelebbi város: Encs, 27 km-re.

### Megközelítése
Zsáktelepülés, csak a 26 126-os úton érhető el, amely Krasznokvajda közigazgatási területén ágazik ki az ott húzódó 2624-es útból, pár méterre a 2613-as út betorkollásától. Tömegközlekedéssel a Volánbusz által üzemeltetett 3718-as járattal közelíthető meg.

## Története

### Középkor
Neve egy szláv eredetű, de magyar kiejtésű szóra megy vissza, melynek jelentése bizonytalan. Jelenthetett ’patak mentén fekvőt’, de ’mosót’ is. Ez utóbbi esetben a fejedelemi udvarházak számára mosásra kötelezett szolgák, úgynevezett „kénytelenmosók” által lakott falut értettek alatta. A kérdés történetileg eldönthetetlen, mindkét jelentés elképzelhető. A falu – mint a környékbeli falvak mindegyike – egy patak mentén fekszik, és a 13. század közepéig királyi, illetve hercegi birtok volt.
A tatárjárás előtt Kálmán herceg adományozta más birtokokkal együtt a talán már a 12. században megalapított jászói premontrei prépostságnak. Első említése 1255-ből származik, amikor a Tornában időző IV. Béla király megerősítette a prépostságot korábbi jószágai birtokában, többek közt a testvére, Kálmán herceg által adott Perecse földben. Kálmán herceg adományának jogalapját nem ismerjük, nem tudjuk, hogy megkapta-e valaha a keleti vármegyéket hercegségként. István ifjabb király 1262-ben a földet elvette a prépostságtól, és bozitai telepeseknek adta, mivel Bozita határainak szűkössége miatt nem volt képes eltartani az ott lakókat. Cserében a prépostság az eddig az abaújvári várhoz tartozó Kércs földet – a mai Hernádkércset – kapta meg. A cserét az tette lehetővé, hogy IV. Béla király idősebbik fia, István herceg 1260 óta Erdély és Kelet-Magyarország egy részének, többek közt Abaúj vármegyének volt az ura, majd 1262 végén felvette az ifjabb királyi címet és hatalmát egészen a Dunáig kiterjesztette. A csere nem tetszett a prépostságnak, és egy IV. Béla nevére hamisított oklevéllel próbálták meg azt semmissé tenni, de törekvésük nem járt sikerrel. 1323-ban az Aba nemzetségbeli Gagyi család kezén találjuk. Ugyanekkor a mai Jánok határába olvadt Raksony határosaként említik. 1344-ben megállapították egyfelől Jánok, másfelől Büttös és Vajda – a mi Krasznokvajda része – határait, és ekkor leírták a perecsei határok egy részét is: a Szirák völgy fölött indult, ahol Vajdával volt határa, majd Büttös következett, végül a Perecse–Büttös–Kány hármashatárnál ért véget. E határok megegyeznek a falu mai határaival. A néhány évvel későbbi határjárás is e vonalat erősítette meg. A prépostság 1354-ben próbálta visszaszerezni a falut. A préposti címet szabálytalanul, választás nélkül, csupán a király kinevezéséből viselő Miklós pert miatta, amit meg is nyert. A per során alábecsülték Perecse nagyságát, mindössze három ekealjat – királyi mértékben mérve 660 katasztrális holdat – adtak meg, utóbb azonban megjegyezték, hogy a valóságban öt ekealjnál – 1100 katasztrális holdnál – is nagyobb területet foglal magába. Mivel a falu területe a 14. század közepéhez képest nem változott, ez a szám is jóval kisebb valós nagyságánál. A 19. század közepi felmérés szerint ugyanis 1511 katasztrális hold a területe. A prépost időközben a falu elidegenítését is fontolgatta, amelyet a Gagyiak is vissza akartak szerezni. Ezután a prépostság és a Gagyiak egyaránt igényt tartottak rá. A rá vonatkozó iratokat Gagyi Balázs valamikor az 1439-ben kezdődött zavaros idők során egy kassai polgárnál helyezte el a nagyobb biztonság kedvéért, és a család tagjai 1472-ben kapták vissza. A falut ott találjuk a jászói prépostság birtokainak 1406-ban, 1407-ben és 1481-ben készült felsorolásaiban. Valódi birtokosai a Gagyiak voltak. 1427-ben a kamara haszna nevű királyi adó szedői 15 telken hajtották be az adót. A falu birtokosa Gagyi László volt, és a Hernádtól nyugatra fekvő falvakkal feküdt egy járásban. Hogy a jászói premontreieknek ugyanekkor bármi részei lettek volna itt, nem bizonyítja semmi.
Gagyi Balázs halála után Mátyás király két udvari embere, Dési Péter kamarás és Endrédi Fica Dömötör palotás a maga számára kért adományt a Gagyiak több birtokára, így Perecsére is. A Gagyiak 1472-ben sikerrel védték meg öröklött birtokaikra vonatkozó jogaikat, Keresztétét és Perecsét azonban örökre átengedték Désinek és Ficának. Fica Dömötör 1476-ban minden Abaúj vármegyei birtoka, így perecsei birtokrésze is mentességet kapott a kamara haszna nevű királyi adó fizetése alól.
Egyházas hely volt, papja, Pál 1332-ben 15 garasra becsülte tizedfizetési kötelezettségét, 1333-ban 13, 1334-ben 5, 1335-ben 6 garast fizetett pápai tized címén. Kőből épült egyházát 1354-ben említették.
A mai Perecse külterületén, a lakott résztől északra, egy patakvölgyben feküdt Szirákó, melyet 1323-ban – akárcsak Keresztétét – földnek neveztek, ami azonban azt is jelenthette, hogy akkor még lakott volt. 1344-ban már csak Szirák-völgynek nevezték, ezt őrzi többek között a második katonai felmérés térképén a Szirako völgy. A Hármashatár-hegy – a második katonai felmérés térképén Tri Hottar Hora – ma a völgytől délre fekszik, 1344-ben azonban vitatták, hogy a völgytől északra, vagy délre fekvő dombvonulat-e Büttös, Vajda és Jánok határa. Nem állapítható meg, hogy mikor néptelenedett el. Valószínűleg 13. század végi, 14. század eleji társadalmi és mezőgazdasági átalakulás során hagyták el lakói. Ez utóbbi jelenség Abaúj vármegye vidékén, az Ida völgyében többfelé megfigyelhető.

### Kora újkor
Perecse, mint a jászói uradalom faluja a középkor végén végleg visszakerül a jászói premontrei prépostság birtokába. 1514-ben Pál jászói prépost és Karácsondy Gergely konventuális az országbírónál tiltakozik Szapolyai János erdélyi vajda és fivére, György, a tornai vár urai ellen a prépostsági uradalom Abaúj vármegyei birtokai: Jászó mezőváros, Felső-Mecenzéf, Alsó-Mecenzéf, Mindszent, Rudnok, Debrőd, Jászóújfalu, Gecse (ma: Jasov, Medzev, Poproč, Rudník, Debraď, Nováčany, Geča Szlovákia), Kércs, (ma: Hernádkércs), Nyésta, Novaj (ma: Novajdirány), Monajkendi (ma: Kendi-tanya Monaj község területén), Pocsaj (ma: puszta Léh határában) és Perecse falvak jogtalan elfoglalásától. Az uradalmat a premontrei szerzetes kanonokok a konvent hiteleshelyét is befogadó jászói kolostorkomplexumból irányították, amelyet a 15. század közepe óta Jászóvárnak is neveztek, miután 1436-ban királyi engedéllyel erőddé építették át. A 16. század közepén egy összeírásban az alábbi települések tartoztak a jászóvári premontrei uradalom joghatósága alá: Jászó mezőváros, Alsó- és Felső-Mecenzéf, Mindszent, Újfalu fele része, Rudnok, Debrőd, Nyésta, Alsó-Novaj, Perecse és Monaj puszta. Az uradalom a Cserehát nevű régióban több faluval rendelkezett (Alsó-Novaj, Kendi-Monaj, Nyésta, Perecse), ezek közül Nyésta volt a legnépesebb. 1551-ben és 1553-ban az uradalomhoz tartozó településeket a dikális vagy portális adó néven is ismert királyi rovásadó összeírásába az alábbi portaszámokkal, azaz adóképességgel vették fel: Jászó 17/22, Rudnok 36/18,5, Alsó-Mecenzéf 9/20, Felső-Mecenzéf 6/9, Újfalu 10/12, Debrőd 8/8,5, Mindszent 7/8; illetve Nyésta 12/11, Perecse 6/6, Alsó-Novaj 5/4, Kendi-Monaj 3/2,5.
A jászóvári Keresztelő Szent János-prépostság az 1550-es évektől egészen 1697-ig, a premontrei rend visszaállításáig világi papok, ún. kommendátorok kormányzása alá kerül, sőt a 17. század első harmadában átmenetileg nem egyházi személyek is megszerezik, akik így az uradalom bevételeit is élvezhetik. 1637-től a prépostságban lakó egri püspökök egyben jászói kormányzó prépostok is, az első püspök-prépost Lippay György egri püspök(1637–1643) volt, a szerzeteseket pedig a jászói és környékbeli plébánosok mint világi konventuálisok helyettesítik. A püspöki korszak előtti idők kiemelkedő jászói prépostja volt 1629–1639 között Telekessy (Telekesy/Telekesi) István, aki a leleszi préposti méltóságot is viselte. Telekessyt 1639-től Lippay György egri püspök (1637–1643) követi a jászói préposti javadalomban és méltóságban, aki püspökként a kolostorba is beköltözhetett egri kanonokjaival, és egészen 1650-ig, az egri püspök éskáptalan Kassára való visszaköltözéséig, Jászóvár lett a püspöki rezidencia. A török kor utolsó világi jászói prépostja, így a jászói uradalom földesura Fenesy (Fenessy) György egri püspök (1687–1699) volt. Bár Thököly Imre felső-magyarországi hadjárata és „királysága” során 1685-ben rövid időre elfoglalta a prépostságot és főként javait, Thököly leverése és elfogása után a birtokok visszakerültek a prépostsághoz.
A jászóvári prépostság és uradalma a 17. század végén kikerül a világi egyház irányítása alól, utolsó püspök-prépostja, Fenesy György halála után a premontrei rend visszaszerzi, I. Lipót magyar király ugyanis 1697-ben az egykori magyarországi premontrei cirkária kolostorait az ausztriai Pernegg premontrei apátságához csatolja, mert az apátság 230 ezer forinttal járult hozzá a török háborúk finanszírozásához. Franz Schöllingen perneggi apát Jászóvárt és birtokait 1700-ban továbbadja a morvaországi Louka (Klosterbruck) premontrei apátságának 140 ezer rajnai forintért, ekkor Jászó prépostja Karel Kratochvíl (1698–1712) loukai apát lesz, akinek beiktatását a király is jóváhagyja.
Abaúj vármegye déli része a Hódoltság terjedésével a füleki, a hatvani, majd az egri törökök célkeresztjében volt. Így az oszmán hódítók az 1554-ben elfoglalt füleki várból már korán igyekeztek adófizetővé tenni Dél-Abaúj falvait, a füleki szandzsák 1559. évi összeírásában Perecse, Szászfa, Petri, Szala, Devecser, Fancsal és Detek szerepel, míg 1570-ben már két szandzsák osztozott a csereháti falvakon, Fülekhez tartozott Büttös, Szászfa, Szend, Kécs (Fulókércs?), a hatvanihoz Litka, Forró és Beret. Perecse, a közeli Detekkel együtt, a füleki szandzsák 1559. évi tímárdefterében Abdülvehháb nevű füleki török tiszt tímárbirtokaként szerepel, évi jövedelmét ekkor 1000 akcséra becsülték a füleki defterdárok, de a későbbi füleki adóösszeírásban, az 1579. évi dizsje-defterben nem szerepel. Kérdés, hogy a perecsei jobbágyok fizettek-e valaha földesúri javadalmat, illetve szultáni adót a 16. században.
A portális adót 1532-ben és 1533-ban csupán 3 adóporta alapján vetik ki az adórovók Perecsére, az adóképesség azonban 1552-re 6 portára nő, ekkor ajobbágyok mellett 9 zsellér, vagyis a jobbágytelki gazdálkodásból teljesen vagy részlegesen kiszorult adózó is él a faluban. 1564-től Perecse fokozatosan veszít adófakultásából, 1564-ben 5, 1567-ben 4, 1578-ban pedig már csak 2 adóporta fizetik adójukat a perecsei jobbágyok és zsellérek, 1596-ban pedig, amikor hetesi Pethe Márton (1552–1605) váradi püspök és szepesi prépost a jászói prépostság feje, egyben Perecse földesura, már csak 1 és egynegyed portára becsülik a falu gazdasági teljesítményét. A 16. század második feléből igen gyéren fennmaradt dézsmajegyzékek nem sokkal több mint 10 perecsei jobbágygazdaságot mutatnak, alacsony termeléssel. 1558-ban 12 telkes jobbágy (Bagi Péter bíró, Büttösi Lázár, Csécsi István, Kardos Ambrus, Úri Simon, Gál Jakab, Szendi Bálint, Pongoráci Demeter, Tóth Péter, Bagi Bereck, Polgár Antal) ad gabonadézsmát mind őszi, mind tavaszi vetésből, a legtöbb dézsmaadó tizede gabonafajtaként a 40 kévét sem éri el, kivéve Csécsi Istváné, akinél 80 kéve őszi és 45 kéve tavaszi gabonát dézsmáltak, a termése ennek a tízszerese volt. 1582-ben 11 perecsei jobbágynak termett dézsmálható bora, dézsmájuk összesen 11 (10 iccés) köböl és 6 icce volt. 1597-ben Perecse csak a báránydézsma jegyzékében szerepel, a faluban egyetlen tenyésztőt (Tót Bálint) találtak, aki 27 báránnyal tartozott, és ezért 1 rajnai forint és 14 dénár megváltást fizetett ki a dézsmaszedőknek.
1599-ben hatalmas pusztulás következik be a Csereháton, tatár csapatok pusztítanak ugyanis a vidéken, ráadásul a felső-magyarországi főkapitányságra frissen kinevezett Giorgio Basta (1550–1607) a tatár hadak ellen az abaúji Méra mellett vonja össze csapatait, s az itt felállított tábor királyi katonasága is hozzájárul a csereháti falvak kifosztásához. Falujuk felégetéséről maguk a perecsei jobbágyok vallanak az adószedőknek 1599-ben, így adót sem tudnak fizetni. 1600-ban a tatár sereg és a királyi katonák pusztításai mellett még a pestis és az éhség is sújtja a felégetett csereháti településeket, köztük Perecse lakosságát, amely csak 1605-ben nyeri valamelyest vissza vitalitását, ekkor ugyanis az 1598-ban a porta helyett bevezetett házból mint adóegységből 2-t írnak össze az adórovók, majd a porta mint adóalap 1608. évi újbóli bevezetését követően, 1609-ben 1 portányi adóképességet állapítanak meg Perecsén, de a termelőképesség súlyos csökkenése általános jelenség a 16. század végi és 17. század eleji Magyar Királyságban, a hosszú háborúnak is nevezett tizenötéves háború időszakában. 1613-ban a perecsei jobbágyok 1 porta, a zsellérek fél porta adófakultással rendelkeznek,1630 és 1635 között ez az érték már csak fél, illetve negyed adóporta.
A falu és a régió történetében legsúlyosabb tragédia 1640-ben következett be, az oszmán katonák pusztítása ekkor ugyanis Perecsét is az oszmán hatalom, az egri törökök joghatósága alá kényszerítette. 1640-ben az Abaúj vármegye jegyzőkönyvébe bejegyzett korabeli tanúvallomás szerint a törökök „nagy kegyetlenül rablották Felső-, Alsó-Gagyot, Kércset és Baktát, iszonyú égetéseket tevén, amely helyekből keresztény atyánkfiai közül kiket levágott, kiket megégetett, kiket kegyetlenül rabságra vittek, összességgel teszen hétszázig, mely kegyetlen rablások miatt kényszerítettek meghódolni Alsógagy, Bakta, Beret és Detek”. Perecse, a szomszédos csereháti falvakkal együtt, szintén ekkor került török uralom alá, amely egyszerre jelentette a szultáni, azaz oszmán állami hatalmat és a török földesurat. Perecse ettől kezdve a Hódoltság peremvidékének azon helységei közé tartozott egészen Eger 1687. évi törökök alóli felszabadításáig, amelyek kettős adózás alá estek, azaz a Magyar Királyság és a magyar földesurak mellett a törökök is adóval és járulékokkal terhelték őket. Perecsét 1640-ben hódoltatták az egri törökök, erről így vallanak a falu jobbágyai a vármegye 1641-ben tartott tanúvallatásán: „Perecse nevű faluban lakozók: Tót Gergely 60 esztendős, Baghi András 40 esztendős hitek szert így vallanak. Látván minden felől az veszedelmet rajtunk, vajdai gyerekek elvitelét, csak igen közel hozzánk, kíntelen voltunk az hódolással, az urunk Egerben Demer Agane Fekete Ali, summaltunk meg Sz. György napkor 12 Ft-ban 12 icce vajban, 5 forint császár és basa adaja. Soha annak előtte nem hódolt.”  Demer aga egyébként, aki a Csereháton Büttös földesura is volt, a Borsod vármegyei Felső- és Alsótelekest már a 17. század elején megszerezte magának, mint jobbágyfalut, 1627-ben pedig a Gömör vármegyei Csoltónak (ma: Čoltovo, Szlovákia) is török földesura lett. Perecse az 1648. évi dikális összeírásban már a töröknek is adózó faluként szerepel.
Az adóképességet meghatározó jobbágyi termelés a jászói premontrei uradalom első ismert, a 16. század második feléből való urbáriuma szerint Perecsén 1 egész, 4 fél, 5 negyed jobbágytelken folyt, de volt itt az uradalomnak 1 puszta jobbágytelke is. Egy egésztelek után 24 dénár évi cenzust kért az uraság, 12 dénárt Szent György napkor, a cenzus másik felét Szent Mihály napkor. A cenzusból 63 dénár évi bevételt könyvelhetett el a földesúr. Az uradalom legértékesebb birtoka Jászó mezőváros volt évi 51 forint cenzussal, Rudnok bányatelepülés 22 Ft 32 dénárt fizetett, a csereháti Nyéstának is viszonylag magas volt a befizetése (8 Ft 27 dénár), míg Novaj 56 dénár cenzussal az uradalom legkevesebbet fizető faluja volt. Perecse lakosai Szent Mihály napján minden egésztelek után 1 köteg kikészített kendert, négy tyúkot és 4 kalácsot adtak földesuruknak ún. ajándékként, valamint közösen fél köböl kendermagot. A gabona- és bortermés után földesúri dézsma járt, a tölgyerdőkben való makkoltatásért disznótizedet kért az uradalom, amelyet disznónként 2 dénárral válthattak meg. A földesúri majorság művelése – vetés-aratás, kaszálás, boglyába rakás, behordás – jobbágyi robottal történt, ezen felül a perecseieknek a novaji jobbágyokkal együttes kötelessége volt az uradalom mádi szőlőjében termett bor Jászóvárra szállítása. A következő urbárium oklevélben maradt fenn. 1611-ben Thurzó György nádor írja át oklevélben a jászói prépostság birtokainak a kassai kincstartóság számvevői hivatalából kiadott urbáriumát, amely nagyrészt a 16. századi állapotokat őrizte meg. Az uradalomnak Perecsén 1611-ben 1 egésztelkes (Kardos György), 4 féltelkes (Gál Jakab, Tót Barnabás, Tót Bálint, Bagi János) és 6 negyedtelkes (Csics Gáspár, Zeczel Máté, özv. Gőcő Péterné, Püspök János, Juhász János, Söket Péter) jobbágya volt, valamint 7 zsellére (Kovács Benedek, Tót Lőrinc, Jó-Mihály Ferenc, Bihal János, Tót Péter, Kőrös Gergely, Tót György). A falunak ekkor is viszonylag magas volt a cenzus-járadéka, évente kétszer, Szent György és Szent Mihály napon fizettek az uraságnak, egy egész jobbágytelek után kétszer 12 dénárt, féltelek után ennek a felét. Szent Mihály napra ugyanazok az ajándékok jártak a földesúrnak, mint a 16. században. Az uradalom perecsei makkos erdeinek használatáért, bőséges makktermés idején, ajobbágyok disznótizeddel tartoztak legeltetett állataik után, ha azonban kevés makk termett, az egész falunak összesen két hízott sertést kellett Jászóvárra beszolgáltatnia. Jobbágyi kötelezettség volt az uraság borának kocsmáltatása, azaz helyben való kimérése karácsonykor, húsvétkor és pünkösdkor, illetve az uradalmi sör kocsmáltatása, amikor az uraság úgy rendelte. A perecsei jobbágyok a majorsági földeket robottal művelték, kötelességük volt a vetés és aratás, a termés boglyákba gyűjtése és behordása. Az uradalom jövedelmeiről készült 1661. évi összeírás szerint Perecse falu jobbágyai összesen 48–48 dénárt fizettek Szent György, majd Szent Mihály napján cenzusként, ezen felül 4 kenderköteget és fél köböl kendermagot, tyúkból 16-ot, azaz Perecse paraszti termelése 4 egész jobbágyteleknek felelt meg, igaz egy egésztelek után ekkor már csak 12 dénár cenzust követelt az uraság. A földesúri tized is szokásban maradt, akárcsak az urasági szántók művelése, a majorsági földekbe 16 köböl zabot kellett elvetniük, majd learatniuk, sőt kicsépelniük a robotoló jobbágyoknak. A makkoltatásért ekkor is disznótizeddel fizettek, rossz termés esetén azonban már csak 1 hízott disznót szolgáltattak Jászóvárra, de a füvön legeltetett disznók után is földesúri dézsma járt. Továbbra is jobbágyi kötelezettség volt az uraság borának ünnepeken történő kocsmáltatása. 1679-ben I. Lipót király változatlan formában erősítette meg, egyfajta privilégiumként, a jászói premontrei uradalom birtokainak korábbi urbáriumát, így Perecsén is az 1611. évi jobbágy-földesúri szerződés maradt érvényben.

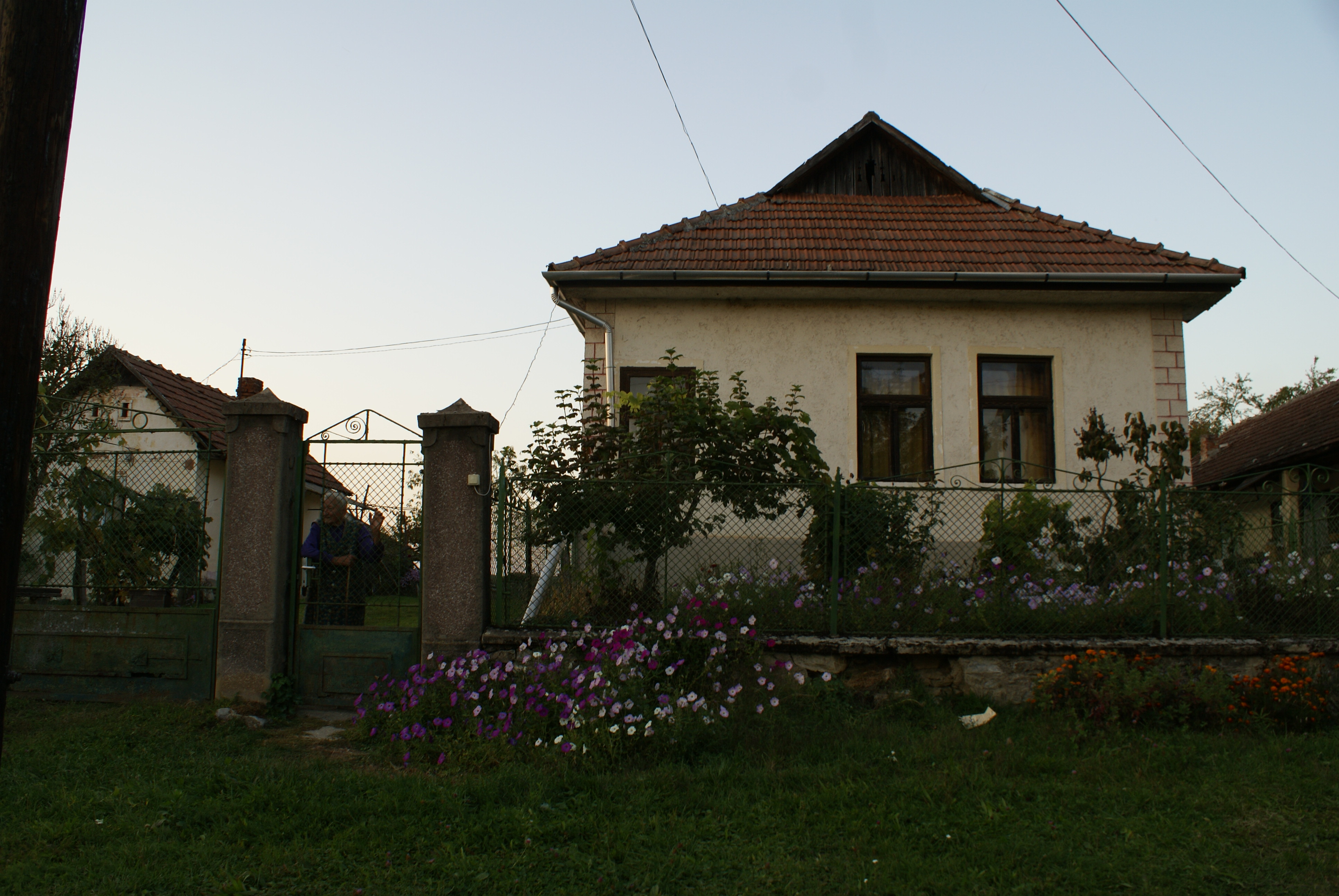
Népi lakóház

Gróf Pálffy Ferdinánd (1619–1680) egri püspökés jászói prépost halála után a szepesi kamara Szenczi János uradalmi provizorral íratta össze a jászói uradalom urbáriumát, amely szinte változatlan formában őrizte meg a korábbi jobbágyi kötelezettségeket. Pálffy Ferdinánd utódja, Horváth György korbáviai választott püspök, egri nagyprépost és jászói prépost 1685 elején meghalt, és a prépostság uradalma a királyi kincstárra szállt, amely ugyancsak Szenczi Jánost nevezte ki uradalmi provizornak. Szenczi 1685. március 1-jén készítette el az 1685 februárjában a kurucok által feldúlt, kifosztott és felégetett Jászóvár és birtokai összeírását, amelyben Nyésta, Perecse és Alsó-Novaj falvak urbáriuma már nem szerepel, mert az uradalmi provizor szerint lakosaik a kurucok miatt elmenekültek, mert a Kassát és a Szepesi Kamarát elfoglaló Thököly Imre falujukat konfiskálta.
Bár Thököly felső-magyarországi uralma alatt Perecse lakosságának egy része elmenekült, a falu nem lett puszta, az 1696. évi portális összeírásban 1/8, 1/32 és 1/64 portányi adóképességgel szerepel, 1707-ben pedig 1/16-dal. Az 1696. évi országos összeírásba a telkes jobbágyokat vették fel, szántóföldjükkel együtt. Imre Péter bíró mellett 2 – minden bizonnyal – egésztelkes jobbágy gazdálkodik Perecsén, 15 köblös (nyomásonként 5 köblös) szántóföldje van Imre Mihálynak és Vég Tamásnak, 6–7 köblös (nyomásonként 2 köblös) földje pedig Petri Péternek, Bagi Mihálynak, Kis Andrásnak, Nagy Jánosnak és Kardos Andrásnak, akik töredéktelket művelnek.
Bár Perecse a 16–17. században katolikus intézmény, a jászói premontrei prépostség birtoka volt, lakosai, a borsodi és abaúji régió legtöbb településéhez hasonlóan, a 16. század második felében a reformáció hívei lettek. A falu egyháza az 1567. évi debreceni zsinaton a Helvét Hitvallást aláíró abaúji, más néven kassavölgyi református seniorátushoz (esperességhez) tartozott, amely a 16. század végén egyesült a tornai egyházakkal, és ettől kezdve abaúj-tornai egyházmegyeként működött. Büttös vallásos közössége, gyülekezete a közeli Vajda (Krasznokvajda) református anyaegyházához tartozott, mint leányegyház, így Vajda lelkészei – Dombrinus (Dombrói) Barnabás (1579–1581), Miskolci János (1597), Jánki Mihály (1620–1624), Gyöngyösi Márton (1625), Jánki Mihály (1629) – Perecsén, sőt a másik leányegyházban, Büttösön is szolgáltak. Perecsén nem volt állandó díjszabása a vajdai anyaegyház lelkészének, a perecsei hívek úgy fizettek az egyházi szolgálatokért (keresztelés, esketés, temetés), ahogyan megállapodtak lelkészükkel. A perecsei református leányegyháznak önálló, fából épült temploma volt a faluban, amely még a 18. században is állt.
A Magyar Királyság török kor utáni első alapos, de hibáktól nem mentes országos jellegű összeírását (reginicolaris conscriptio) törvényben rendelték el 1715-ben, célja a magyar települések adóképességének és adózó népességének felmérése volt. Az 1715. évi összeírás szerint Perecse területe dimbes-dombos, földje agyagos, közepesen termékeny, a szántóművelést 4 igaerővel végzik három nyomásban. Csupán 3 zsellért (Bodaki János, Miharszky László, Tót Tamás) vesznek fel a jegyzékbe, akik 16, 14,5 és 18 magyar holdas szántóföldi külsőséggel rendelkeznek és 2-3 köböl vetőmagot vetnek nyomásonként, valamint egyenként 3 kaszaalja rétjük van. A perecsei szántóföldön az őszi búza háromszoros, a tavaszi vetés négyszeres hozamot eredményez, 1 kaszaalja rétről 1 kocsi jó minőségű széna takarítható be. Legelőik elegendőek a marhatartásra, terményeiket Szepsiben (ma: Moldava nad Bodvou, Szlovákia) és Jászón értékesíthetik. A jobbágyok csak külön díjfizetés ellenében legeltethetik állataikat az urasági tölgyerdőkben. Az 1720-ban készült országos összeírás azonban már zselléreket sem talál Perecsén, a falut pusztaként veszi fel a jegyzékbe, ami nem jelent teljes pusztulást, csak adóképtelenséget.
Mivel Perecsén a Rákóczi-szabadságharcot követően csak 3 adózót találtak az adórovók, majd 1720-ban néptelen faluként jellemzik az országos összeírásban, az 1720-as években új népesség telepítése kezdődik. Bél Mátyás az 1730-as évek elején készült és a 21. századig kéziratban maradt, Abaúj vármegyét latin nyelven leíró monográfiájában már az uradalom által betelepített ruszin népességgel jellemzi a jászói premontrei kanonok faluját: „36. Perecse szomszédjához, Kányhoz hasonlóan, ruszin telepesek faluja, földje termékeny. A falu a jászói prépostság ősi öröksége, amelyet IV. Béla király oklevélben adományozott a prépostságnak. Területe egy völgy bejáratát foglalja el, egyik részről Jánok falu, másik felől Vajda erdőségei között fekszik. Hatalmasak ezek az erdők, de földesúri hatalom alatt állnak, ezért Perecse lakosainak tűzi- és épületfa hasznára nem szolgálhatnak, csak legeltetésre használhatnak valamennyicskét. Kútvízzel élnek.” 

### 18. század
A község népességének egészéről a 18. század második felétől áll rendelkezésre megbízható adat. II. József népszámlálása volt az első olyan összeírás, amely a teljes lakosságra kiterjedt, és ennek adatai szerint 1785-ben a falu honos népessége 248 fő volt. Ludovicus Nagy 1828-ban megjelent népességstatisztikai munkája szerint viszont ekkor már 294 lakost tartottak nyilván a faluban, és ehhez áll közel Fényes Elek Geographiai szótárában található 299 fős adat is. A házak számában számottevő növekedés mutatkozik: II. József idején még 28, 1828-ban viszont már 36 házat jegyeztek fel az összeírók. Ennek ellenére Perecse a Cserehát kisebb falvai közé tartozott a 19. század közepéig. Az 1760-as évek végén végrehajtott úrbéri összeírás időszakában 14 jobbágy és 7 házas zsellér, valamint családjuk élt meg a falu határában elterülő úrbéres földeken, melyek összesen 13,5 telek területre terjedtek ki. A másfél évtizeddel későbbi népszámlálás idején 16 jobbágyot és 29 zsellért regisztráltak a faluban.. Perecse határát termőképesség szempontjából Vályi András másodosztályúnak minősítette, bár „minden javai vagynak, egyedül legelője nem elég”.
A falu népessége a statisztikusok leírásában szlovák (tót) közösségként szerepel, Fényes viszont az „orosz” jelzővel írja le a falut, amit ruszinnak értelmezhetünk. A ruszinok a térségbe való betelepedésük első hullámában, az 1730-as években érkeztek Perecsére. A településen nem volt önálló egyházközség, Vályi utal rá, hogy Krasznokvajdához tartozott leányegyházként. Az egyházi földbirtoklás – a jászói prépostság volt a földesúr – jellege magyarázhatja, hogy túlnyomóan katolikus népesség lakta Perecsét: 1828-ban a 291 katolikus lélekre egyetlen protestáns lakos jutott. Az 1850-ben megjelent, de valószínűleg korábbi évek adatfelvételét tükröző közlés szerint az akkori katolikus népességszámból 262-en a görög szertartást követték (ami megfelel a ruszinok gyakorlatának) és csak 23-án a római katolikusokét. A faluban a II. József népszámlálása idején még nem írtak össze izraelitákat, Ludovicus Nagy 1828-ban megjelent megjelent kötete viszont már 2, Fényes pedig 7 zsidó személyről tudósít, ami feltehetően az ekkor szokásos gyakorlat szerint egy kocsmabérlő izraelita és családja számának felel meg.
A falu korszakunkban is egyházi tulajdon maradt, a jászói premontrei prépostság Abaúj és Torna vármegyék térségébe eső egyik birtokaként (akárcsak a Torna mezőváros közelében elterülő Jászó, Mecenzéf és Debrőd, továbbá a Perecsétől délre fekvő Nyésta, és a Hernád parti Alsó- és Felsőnovaj mellett), de ezekhez képest jóval kisebb volt. A szerzetesrendi földtulajdonlással függhet össze az is, hogy (a józsefi népszámlálás korában) nem laktak kisnemesek a községben, miközben a közeli Szászfa, Krasznokvajda és Pamlény népességének az országos átlagos meghaladó aránya rendelkezett nemesi jogállással.

### 19. század
Perecse népessége a 19. században nem érte el a 300 főt és folyamatosan csökkent (1850-ben 282 fő, 1880-ban 278 fő, 1900-ban 258 fő). A születések és a halálozások száma 1900 és 1910 között megegyezett (összesen 59–59 fő), és ebben az évtizedben körülbelül 15–20 fő hagyta el a települést. (1900-ban 35-en külföldön, jellemzően az Egyesült Államokban voltak.)
A 18. században görögkatolikus ruszinokat telepítettek a községbe, ami a 19. századi népesség etnikai és felekezeti összetételét is meghatározta. Fényes Elek 1851-ben Perecsét „orosz falunak” nevezte, az 1880-as népszámlálás 195 „tót” és 30 rutén, az 1900-as 64 „tót” anyanyelvű lakost regisztrált. Bizonyos, hogy a dualizmus utolsó periódusában a Csereháton terjedő magyar nyelvű liturgia, valamint az alfabetizáció a nyelvváltást (a magyarosodást) ösztönözte (Perecsén 1880-ban a népesség mindössze 18%-a, 1900-ban 53%-a, a 6 éven felüliek 61%-a tudott írni és olvasni), ám ez a folyamat ebben a zárt közösségben lassabban zajlott (1900-ban a 64 „tót” lakos közül 14 beszélt magyarul).
A népességgel felekezeti összetétele a század végéig egységes maradt, ekkor 194 görögkatolikus, 57 római katolikus, 2 református és 5 izraelita élt a faluban. A görögkatolikus hitközség által fenntartott elemi iskolát (amit a király 1889-ben 50 forinttal támogatott) a magyarosítás szándékával a századfordulón az állam vette át. Az egymást követő tanítók (Bacskó Gyula, majd Wozár Hermin) évi 400 forint fizetést, valamint lakástámogatást kaptak, az állás betöltésénél azonban kizárólag katolikusok pályázhattak, és a korábban állami iskolában alkalmazottak előnyben részesültek.
A földhasznosítás, illetve a határhasználat a 19. század második felében nem változott számottevően. A szántók területe 1865 és 1895 között 542 kataszteri holdról 574 holdra, a legelőké 53 holdról 142 holdra emelkedett, az erdőké 811 holdról 697 holdra csökkent. A volt úrbéresek a közösen használt erdőrészt legelővé alakították, a nagyobb arányú erdőirtást azonban a település régi birtokosa, a jászóvári premontrei kanonokrend akadályozta. A prépostság 1895-ben Perecse határában 900 kataszteri holddal rendelkezett (ebből 653 hold erdő és 216 hold szántó), ami a helyiek számára rendszeres és alkalmi munkákat biztosított (cselédek, napszámosok), de a szántóföldi termelés bővítésének útját állta.
A parasztságra vonatkozó (elszórt) adatok a tőkeszegénységre és az eladósodásra utalnak. Az 1870-es években Dzuró János, Kunás János és Szemán Sándor a nagyidai Klein Sámuelnek 240 forinttal, Macza Jakab a jászói Altmann Fülöpnek 173 forinttal, Dzuró István a restei Cservenkó Istvánnak 70 forinttal és Ondréj Mária a Felsőmagyarországi Kölcsönös Hitel- és Takarékegyletnek 300 forinttal tartozott. Ezek a hitelek a birtokokat terhelték és minden esetben árverezéshez vezettek.

### 20-21. század
Perecse 1910-ben Abaúj-Torna vármegye Tornai járásához tartozott. A község 1 511 kat. holdon (= 869 hektár) terült el, lakóinak száma 244 volt. A lakosság többségének (179 fő) anyanyelve a magyar volt, de népes – 63 rutén és 2 egyéb anyanyelvűt magában foglaló – idegen ajkú közösség jelenlétét is regisztrálta a statisztika. A népesség vallásilag négy felekezet között oszlott meg: 155 fő volt görögkatolikus, 83 fő római katolikus, 4 fő izraelita és 2 fő református. Szinte a teljes lakosság megélhetése a mezőgazdaságból származott, az ágazatban foglalkoztatottak aránya az 1960-as évektől indult csökkenésnek.
Trianon közigazgatási változásai következtében Perecse az Encsi járás része lett. 1920-ra népességszáma alig változott, 246 fő volt, és többségében (190 fő) továbbra is magyar anyanyelvű, ám a tíz évvel korábban még népes rutén közösség 1 fősre apadt, miközben 53 fővel jelentős kisebbségként megjelentek a tótok. Rajtuk kívül 1–1 német és egyéb anyanyelvűt rögzített a népszámlálás. A felekezeti rangsorban a görögkatolikusok 136 fővel megtartották elsőbbségüket, utánuk következtek a római katolikusok 81, a reformátusok 25 és az izraeliták 4 fővel. 1941-re a népesség 279 főre növekedett. Ez a számbeli gyarapodás a görögkatolikus és a római katolikus felekezeteknek kedvezett, híveik létszáma ekkor 163 és 111 volt. Ellenben a református közösség szinte eltűnt (egyetlen híve maradt), s ugyanekkor 3 izraelita és 1 egyéb vallású élt még a faluban.
A világháborúk közötti periódusban Perecsén állami elemi iskola működött. 1924-ben a falu bírója Zajácz János, jegyzője Gaál Lajos volt. A föld egy részén (166 kat. holdon) volt úrbéresek gazdálkodtak, továbbá Frank László rendelkezett tetemes (331 kat. holdas) birtokkal. Az itteni földek nagyrésze eredetileg a jászóvári prépostság tulajdonában volt. Amikor a trianoni béke következtében Jászóvár Csehszlovákiához került, a község megvásárolta a prépostság itt fekvő birtokait és 1923-ban felparcellázva árusítani kezdte. Egy katasztrális hold földet 20 mázsa búzáért adtak, amit 10 év alatt 10 százalékos kamattal lehetett kifizetni. A megvásárolt területek nagysága általában 3–10 kat. hold között változott. Azok közül a falubeliek közül, akik nem tudták kifizetni a vételárat, 30 fő – férfiak és nők vegyesen – úgy döntött Amerikába utaznak, hogy munkát vállalva összegyűjtsék a szükséges összeget. A kivándorolt lányok többsége egy szivargyárban kapott munkát és fiatalon tüdőbetegségben elhunyt, de az eredetileg útnak indult csoport főként férfiakból álló nagyobb része hazatért. A perecseiek igyekeztek kihasználni az országhatár közelségének előnyeit. Így a gazdasági válság idején csempészettel növelték bevételeiket. Majd a Felvidék egy részének 1938-as visszacsatolását követően Kassával és a közeli községekkel folytattak élénk kereskedelmet.
A második világháborús pusztítás Perecsét sem hagyta érintetlenül. A fronton vesztette életét Dzuró Ferenc, Dzuró Péter, Kimás József, Laczik József, Siroki András, Siroki József, Urbán István és Tóth Gyula. A hősi halottak előtt a görögkatolikus templom kertjében található síremlékkel tiszteleg a község lakossága.
Perecse számára 1944. december 19-én ért véget a második világháború. 1949-ben a háború utáni első népszámlálás szerint a község lakóinak száma 271 volt, akik két fő vallásfelekezethez tartoztak: 56,5%-ban görögkatolikusok és 42,8%-ban római katolikusok voltak. Mellettük a reformátusok mindössze 0,7%-ot tettek ki. A szocializmus idején a népességszám kezdetben nőtt, majd drasztikusan csökkent, s az 1990. évi népszámlálás idejére 61 fősre apadt a lakónépesség.
A második világháború utáni gazdasági átalakulás Perecsén jelentős késéssel következett be. 1959-ig az egyéni gazdálkodás volt jellemző, s csak 1960-ban alakult meg a Zöld Mező Mg. tsz. Működése azonban nem volt sikeres, alacsonyak voltak a hozamok, így a bevételek is. Végül 1970-ben csatlakozott a krasznokvajdai Bástya Termelőszövetkezethez, melynek Büttös, Kány, Keresztéte, Pamlény és Szászfa is tagja lett. A Zöld Mezőben a növénytermesztés mellett az állattartás, leginkább a juh- és szarvasmarha-tenyésztés volt jelentős.
Az 1956. évi forradalmi események hatására Perecsén is munkástanács alakult, de a hatalom a tanács addigi vezetőinek, Farkas Mihály tanácselnöknek és Iván János tanácstitkárnak a kezében maradt. A forradalom leverését követően, 1957. január 25-én tartott járási tanácsi ülésen elhangzottak szerint a perecsei munkástanács törvénybe ütköző intézkedést nem tett. Ezt erősítette meg Farkas Mihály is.
Perecsének, rendkívüli módon, 1947/48-ban épült görögkatolikus temploma, míg a község villamosítása 1960-ban valósult meg. Az épp ekkortól jellemző nagymértékű elvándorlás ellenére a településnek volt mozija, könyvtára és általános iskolája is, bár a gyereklétszám folyamatosan csökkent. Miközben az egytantermes, egytanerős intézményben tanulók száma az 1945/46-os tanévben 38 volt, addig húsz évvel később 26. Az iskola csak alsó tagozattal működött, tanítója Szentesi András volt, a felsősök a krasznokvajdai körzeti iskolába jártak.
A második világháború utáni változások közigazgatási átszervezést is hoztak, minek eredményeképpen 1950-től Perecse Borsod-Abaúj-Zemplén megye Encsi járásába, azon belül a Krasznokvajda központú körjegyzőségbe sorolódott Büttös, Kány és Keresztéte községekkel együtt. Ugyanebben az évben Kánnyal Perecse székhelyű községi közös tanácsot szerveztek, ami 1966-ban a községeknek – valamint Büttös, Kány, Keresztéte, Pamlény és Szászfa településeknek – Krasznokvajda KKT-hoz való csatlakozásával szűnt meg. A közös tanácsú községet 1984. január 1-jével Encs városkörnyéki községévé nyilvánították. Végül a rendszerváltást követően Perecse (és Kány) az 1991. január 1-én megalakuló Büttösi körjegyzőség része lett.
A szocializmusban jellemző népességfogyás a rendszerváltás után is folytatódott, 2020. január 1-én már mindössze 24 fős volt a lakónépesség. A 2011. évi népszámlálás alkalmával a község lakói 100,0%-ban magyarnak, 3,7%-ban horvátnak és 40,7%-ban egyéb nemzetiségűnek mondták magukat. Vallási tekintetben 55,6%-uk volt római katolikus, 29,6%-uk görögkatolikus, 7,4%-uk református, 3,7%-uk evangélikus és szintén 3,7%-uk felekezeten kívüli.
Perecse lakosságszerkezete napjainkban elöregedő, a munkanélküliek aránya országos átlag feletti. A település lakóinak helyben történő háziorvosi ellátása a krasznokvajdai körzeti orvos feladata, míg gyermekorvosi ellátásra Krasznokvajdán, fogorvosira Baktakéken, szakorvosira Encsen van lehetőség. A legközelebbi kórház Szikszón, mintegy 23 km-re, vasútállomás Encsen, 30 km-re található. Az óvodás és iskolakötelezett gyermekek Krasznokvajda intézményeit látogatják. A település közös önkormányzati hivatalt fenntartó község, melynek székhelye Krasznokvajda. Perecsén nemzetiségi önkormányzat nem működik.

## Közélete

### Polgármesterei
- 1990–1994: Gergovácz Györgyné (független)[73]
- 1994–1998: Parzignát Zsolt (független)[74]
- 1998–2002: Bernáth János (független)[75]
- 2003–2006: Stelmach Sándor (független)[76]
- 2006–2010: Aradiné Garai Erika (Fidesz)[77]
- 2010–2014: Aradiné Garai Erika Szilvia (Fidesz-KDNP)[78]
- 2014–2019: Aradiné Garai Erika Szilvia (független)[79]
- 2019–2024: Aradiné Garai Erika Szilvia (független)[80]
- 2024– : Aradiné Garai Erika Szilvia (független)[1]

A településen a 2002. október 20-án megtartott önkormányzati választás után, a polgármester-választás tekintetében nem lehetett eredményt hirdetni, szavazategyenlőség miatt. Aznap a 28 szavazásra jogosult lakos közül egy kivétellel mindenki az urnákhoz járult, érvénytelen szavazatot senki nem adott le, viszont az érvényes szavazatok közül 11-11 esett a három független jelölt közül Aradiné Garai Erikára és Stelmach Sándorra. Az emiatt szükségessé vált időközi polgármester-választást 2003. április 27-én tartották meg; aznap a választói névjegyzékben már 47 fő szerepelt, akik egyetlen kivétellel mind érvényesen szavaztak, így pedig Stelmach Sándor két szavazattal többet szerzett (ekkor már csak egyedüli) ellenfelénél.

## Népesség
A település népességének változása:
| Lakosok száma | 31   | 29   | 27   | 23   | 12   | 16   | 17   |
|               | 2013 | 2014 | 2015 | 2021 | 2022 | 2023 | 2024 |

A 2001-es népszámlálás adatai szerint a településnek csak magyar lakossága volt.
A 2011-es népszámlálás során a lakosok 100%-a magyarnak, 3,7% horvátnak, 40,7% egyéb nemzetiségűnek mondta magát (a kettős identitások miatt a végösszeg nagyobb lehet 100%-nál). A vallási megoszlás a következő volt: római katolikus 55,6%, református 7,4%, görögkatolikus 29,6%, evangélikus 3,7%, felekezeten kívüli 3,7%.
2022-ben a lakosság 91,7%-a vallotta magát magyarnak, 8,3% szlováknak. Vallásuk szerint 50% volt római katolikus, 8,3% református, 8,3% görög katolikus, 8,3% evangélikus, 8,3% felekezeten kívüli (16,7% nem válaszolt).

## Nevezetességek
- Görögkatolikus templom (épült 1948-ban).